# ارنست هبرت
ارنست هبرت (انگلیسی: Ernest Hébert; ۳ نوامبر ۱۸۱۷ – ۵ دسامبر ۱۹۰۸) نقاش اهل فرانسه بود.
وی همچنین برندهٔ جوایزی همچون لژیون دونور (صلیب بزرگ) و جایزه بزرگ رم شده‌است.